# Greta nero
Greta nero är en fjärilsart som beskrevs av William Chapman Hewitson 1854. Greta nero ingår i släktet Greta och familjen praktfjärilar. Inga underarter finns listade i Catalogue of Life.